# Montalvo (Tungurahua)
Montalvo ist eine Ortschaft und eine Parroquia rural („ländliches Kirchspiel“) im Kanton Ambato der ecuadorianischen Provinz Tungurahua. Die Parroquia besitzt eine Fläche von 9,97 km². Die Einwohnerzahl lag im Jahr 2010 bei 3912. Die Parroquia wurde am 3. Mai 1901 eingerichtet. Namensgeber war Juan Montalvo, ein ecuadorianischer Schriftsteller und Journalist.

## Lage
Die Parroquia Montalvo liegt im Anden-Hochtal von Zentral-Ecuador in der Provinz Tungurahua. Montalvo liegt auf einer Höhe von 2920 m etwa 7 km südlich vom Stadtzentrum von Ambato.
Die Parroquia Montalvo grenzt im Nordosten und im Osten an die Parroquia Totoras, im Süden an den Kanton Cevallos, im Südwesten an die Parroquia Tisaleo sowie im Nordwesten an die Parroquia Huachi Grande.